# Политика на Гана
Гана е президентска република. Президента е държавен и правителствен ръководител. Изпълнителната власт се упражнява от правителството. Законодателната власт се ръководи от правителството и парламента, а съдебната власт е независима от законодателната и изпълнителната власт.
Конституцията, която създава „Четвъртата Република“ през 1992 година представлява основна харта на републиканското демократично управление. Гана е единна суверенна държава като цялата държавна власт произтича от народа. Създадена е да предотврати бъдещи преврати и диктаторски правителства. Документът е създаден по британски и американски модел.

## Законодателна власт
Осъществява се от еднокамарен парламент от 230 депутати, които се избират с всеобщо пряко гласуване за срок от четири години.

### Парламентарни избори
Последните парламентарни избори в Гана са от 7 декември 2004 година:
| Партия | Гласоподаватели | % от гласоподавателите | Места |
| --- | --------------- | ---------------------- | ----- |
| Нова патриотична партия                                                                                    | 4 524 074       | 52,45%                 | 128   |
| Национален демократичен конгрес                                                                            | 3 850 368       | 44,64%                 | 94    |
| Голяма коалиция - Народен национален конвент - Националната реформистка партия - Обединено движение в Гана | 165 375         | 1,92%                  | 4     |
| Партията на народния конвент                                                                               | 85 968          | 1,00%                  | 3     |
| Независими                                                                                                 | 48 216          | 0,57%                  | 1     |
| Общо |                 |                        | 230   |
| Източник: allafrica.com                                                                                    |                 |                        |       |

## Изпълнителна власт
Ръководи се от президента, който е ръководител на правителството и главнокомандващ въоръжените сили. Избира се при всеобщо гласуване за максимум два мандата по четири години. Назначава министрите, които се одобряват от парламента. Към президентството е изграден и консултативен орган – Държавен съвет. Вицепрезидентът е само с представителни функции.

### Президентски избори
Последните президентски избори в Гана са проведени на 7 декември 2004 година:
| Кандидат      | Гласоподаватели                 | Гласоподаватели | % от гласоподавателите |
| ------------- | ------------------------------- | --------------- | ---------------------- |
| Джон Куфур    | Нова патриотична партия         | 4 524 074       | 52,45%                 |
| Джон Ата-Милс | Национален демократичен конгрес | 3 850 368       | 44,64%                 |
| Едуард Махама | Голяма коалиция                 | 165 375         | 1,92%                  |
| Джордж Агудей | Партията на народния конвент    | 85 968          | 1,00%                  |
| Общо          | Общо                            | 8 625 785       |                        |

## Съдебна власт
Представлява се от Върховен съд. Административно деление включва 10 териториални области с местна администрация, ръководена от областен министър, който е член на правителството.

## Административно деление
Гана е разделена на 138 общини, които са обособени в 10 региона:
| - Ашанти - Бронг Ахафо - Волта - Голяма Акра - Горнозападен | - Горноизточен - Западен - Източен - Северен - Централен |